# Wilhelm Wissiak
Wilhelm Wissiak o Willi Wissiak (Brno, 1878 - Hannover, 7 de gener de 1960) fou un baix i compositor txec.
Es va formar en cant al Conservatori de Viena i va fer el seu debut escènic el 1902 al Stadttheater de la ciutat, interpretant un paper secundari a Lohengrin. Al llarg de la seva carrera, va actuar en diversos teatres d'òpera alemanys. La temporada 1904-1905 va formar part del repartiment del Nationaltheater de Berlín i entre 1905 i 1908 va estar vinculat al Hofoper de Viena. Entre 1909 i 1914 va cantar a l'Stadtheater d'Estrasburg. El 1910 va participar en representacions al Hofoper de Múnic, i també va actuar al Hofoper de Dresden el 1912 i el 1917. El 1914 es va incorporar al Hoftheater de Hannover on va cantar durant trenta anys, període en el qual va interpretar la majoria dels grans papers per a baix, incloent-hi Ochs, Gurnemanz, Sarastro i Osmin. La Temporada 1925-1926 va cantar al Gran Teatre del Liceu de Barcelona.
El 1919 va compondre una opereta Der Tropenjäger.